# حضر (قرية)
قرية حضر هي إحدى قرى جبل الشيخ في مرتفعات الجولان السورية، تبعد عن دمشق 75 كيلو متر باتجاه الجنوب الغربي. تقع القرية في المنطقة العازلة بين على السفح الشرقي للجبل البركاني الذي شكل معظم أراضي محافظة القنيطرة. في أراضي القرية توجد الفوهة الأساسية للبركان وفي القرية ومحيطها عدد من المغاور وتحيط بها الطبيعة الجميلة.
يبلغ عدد السكان المقيمين قرابة 10,000 نسمة، يعمل أغلبهم في زراعة الأشجار المثمرة مثل التين والكرز وغيرها، تتميز حضر بلطف في جوها واعتدال في درجات الحرارة فيها ومناظرها الخلابة.
عدد سكان قرية حضر الصامدة يبلغ 14 الف نسمة وأكبر عائلة في هي حيث تنتسب لأصول تنوخية جاءوا من جنوب لبنان من قرية الفرديس وتعد حضر من أكبر قرى هضبة الجولان مساحة والأوفر بالأشجار والثمار كما تشهد أجمل طبيعة وأجمل اطلالة على جبل الشيخ الشامخ ولها في الخاطر شوق وحب كبيران وتعود بمجدها للأمير الشاعر الذي مجدها بأجمل قصائده «جعلها الله جنة ساكنيها».